# Siegmund Rotstein

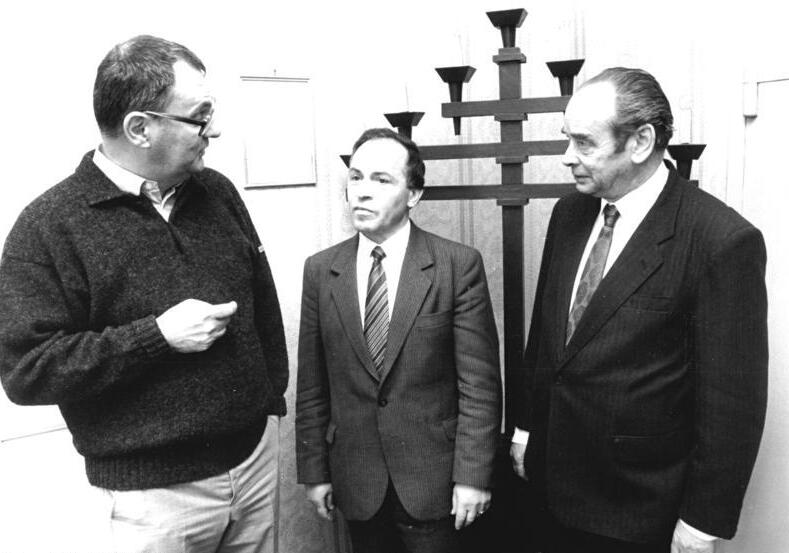
Von links nach rechts: Peter Kirchner, Siegmund Rotstein, Hans Levy (1988)

Siegmund Rotstein (geboren am 30. November 1925 in Chemnitz; gestorben am 6. August 2020 ebenda) war Präsident im Verband der Jüdischen Gemeinden in der DDR und Präsident des Internationalen Kuratoriums Neue Synagoge Berlin – Centrum Judaicum. Er war  von 1966 bis 2006 Vorsitzender der Jüdischen Gemeinde Chemnitz.

## Leben
Rotstein hatte 3 Schwestern und einen Bruder. Nach der Machtergreifung der Nationalsozialisten wurde Rotstein wegen seiner jüdischen Herkunft ab 1935 vom Schwimmunterricht und den Exkursionen des Naturkundeunterrichtes seiner Schule ausgeschlossen und im April 1938 der Schule verwiesen. Ab Juni 1938 konnte er wieder eine rein jüdische Schule besuchen, bis der Schulbesuch für alle jüdischen Schüler verboten wurde Rotstein ging ab April 1940 auf die von der Reichsvereinigung der Juden in Deutschland organisierte Hachschara, um sich auf die Alija nach Palästina vorzubereiten. Bis 1941 verbrachte er die Hachschara in Havelberg, Hamburg und Ahrensdorf. Danach kam er bis April 1942 in einem Jugendhaus der Jüdischen Gemeinde Berlin unter, wo er verschiedene Arbeitsstellen annahm. Dann kehrte er wieder nach Chemnitz zurück, wo er Zwangsarbeit bei einem Unternehmen leisten musste. Rotstein wurde am 13. Februar 1945 in das KZ Theresienstadt deportiert. Nach der Befreiung des Konzentrationslagers am 9. Mai 1945 kehrte er im Juni 1945 zusammen mit einer Schwester und seinem Bruder, als einer der wenigen überlebenden Chemnitzer Juden, in seine Heimatstadt zurück.
Rotstein absolvierte 1945 zunächst eine Lehre zum Herrenschneider, bevor er ab 1957 im Groß- und Einzelhandel arbeitete.
Er widmete sich neben seinem Beruf dem jüdischen Gemeindeleben in seiner Heimatstadt. Ab 1959 gehörte Rotstein dem Gemeindevorstand sowie dem Beirat des Verbandes der Jüdischen Gemeinden in der DDR an. 1988 wurde er Präsident des Verbandes der Jüdischen Gemeinden in der DDR und zum Präsidenten des Internationalen Kuratoriums Neue Synagoge Berlin – Centrum Judaicum ernannt. Bis 1990 war er Redakteur des Nachrichtenblattes des Verbandes der Jüdischen Gemeinde von Berlin und des Verbandes der Jüdischen Gemeinden in der DDR. Im August 1990 wurde er zum Vorsitzenden des Landesverbandes Sachsen-Thüringen gewählt und daraufhin Delegierter des Direktoriums des Zentralrats der Juden in Deutschland. Von 1999 bis 2001 fungierte er als Vorsitzender des Landesverbandes Sachsen der Jüdischen Gemeinden. Von 1966 bis 2006 war er Vorsitzender und ab 2007 Ehrenvorsitzender der Jüdischen Gemeinde Karl-Marx-Stadt/Chemnitz.
Er engagierte sich bei der Integration von 500 jüdischen Kontingentflüchtlingen in Chemnitz. In den Jahren 1990 bis 2001 widmete er sich als Vorsitzender des Landesverbandes Sachsen der Jüdischen Gemeinden der Lösung dieser Integrationsfragen auch in Leipzig und Dresden.
Siegmund Rotstein engagierte sich für den Bau einer neuen Synagoge in Chemnitz. Seit Mai 2002 ist die neue Synagoge von Chemnitz das Zentrum des jüdischen Lebens in der Stadt.
Rotstein war ab dem 16. Mai 2007 Ehrenbürger der Stadt Chemnitz.
Rotstein war ab 1950 verheiratet und hatte eine 1952 geborene Tochter. Er starb am 6. August 2020 im Alter von 94 Jahren in Chemnitz.

## Auszeichnungen
- 1988: Vaterländischer Verdienstorden in Gold[6]
- 2003: Großes Bundesverdienstkreuz für „Verdienste um die Bewahrung jüdischen Lebens in Sachsen“[2]